# Strumień NGC 5466
Strumień NGC 5466 – strumień gwiazd znajdujący się w odległości około 76 000 lat świetlnych od Ziemi. Został odkryty w 2006 roku przez Carla Grillmaira z Caltech.
Strumień ten ma swoje źródło w gromadzie kulistej NGC 5466 i rozciąga się za i przed gromadą na jej orbicie wokół centrum Drogi Mlecznej. Wykrycie strumienia było możliwe dzięki statystycznej analizie barw i jasności ponad 9 milionów gwiazd z bazy Sloan Digital Sky Survey. Badano również prawdopodobieństwo pochodzenia poszczególnych gwiazd z gromady kulistej NGC 5466. Badanie pozycji i ruchów gwiazd należących do strumienia może pomóc w zrozumieniu rozmieszczenia ciemnej materii w naszej Galaktyce.
Strumień NGC 5466 rozciąga się na niebie od obszaru dyszla Wielkiego Wozu do okolicy w pobliżu gwiazdy Arktur w konstelacji Woźnicy. Jednak ze względu na zbyt słabą jasność poszczególnych gwiazd strumienia nie jest on widoczny gołym okiem. Ponieważ strumień NGC 5466 rozciąga się na niebie przez co najmniej 45°, bywa nazywany Strumieniem pływowym 45 stopni.